# Relaciones España-Brasil
Las relaciones Brasil-España  se refiere a las relaciones bilaterales entre la República Federativa de Brasil y el Reino de España. La relación entre ambos países se sustenta con sus respectivas inversiones empresariales, más por la membresía española a la UE y la brasileña al Mercosur. Ambos países comparten su pertenencia al sistema de Cumbres Iberoamericanas.

## Historia
Tras el inicio de la exploración europea de América, los representantes de los reyes de España y Portugal firmaron el Tratado de Tordesillas en 1494, por el que se repartían entre ambas coronas las tierras recién descubiertas fuera de Europa a lo largo del meridiano de 370 leguas. A raíz de la Unión Ibérica (1589-1640), los territorios portugueses de ultramar pasaron a formar parte de la corona de los Habsburgo, en la que el Consejo de Portugal pasó a ocupar un cargo de primacía sobre el virrey en el sistema polisinodial, a través del cual operaba la monarquía (aunque por debajo del Consejo de Estado).
En 1834, España reconoció la independencia de Brasil y ambas naciones establecieron relaciones diplomáticas. España pronto abrió una legación diplomática en Río de Janeiro. En 1871, el emperador del Brasil, Pedro II, visitó España y se reunió con el rey español, Amadeo I. Desde la década de 1880 hasta la década de 1930, una ola de inmigrantes españoles llegó a Brasil, ya que era la única nación sudamericana sin cuotas de inmigración en ese momento. Más de 1 millón de inmigrantes españoles llegarían a Brasil.
Durante la guerra civil española, 30 brasileños formaron parte de las Brigadas Internacionales. En 1939, el presidente brasileño, Getúlio Vargas, donó a España 600 toneladas de granos de café, que luego fueron vendidos por el general Francisco Franco por 7,5 millones de pesetas (equivalente a 85 millones de euros).

## Visitas de Estado
En mayo de 1983, los reyes españoles, Juan Carlos I y Sofía de Grecia, realizaron su primera visita de Estado a Brasil. Los reyes visitarían el país tres veces más antes de su abdicación en 2014.
En noviembre de 2012, la presidenta brasileña, Dilma Rousseff, realizó una visita oficial a España. La visita fue correspondida en abril de 2017 por el presidente español, Mariano Rajoy.

## Cooperación cultural
Brasil cuenta con una Casa de España en Río de Janeiro y un Centro Cultural de España en Curitiba, mientras que España cuenta con una Casa de Brasil en Madrid y un Centro Cultural de Brasil en Barcelona. Además, Brasil posee Institutos Cervantes en Belo Horizonte, Brasilia, Curitiba, Porto Alegre, Recife, Río de Janeiro, Salvador de Bahía y São Paulo, siendo el país con mayor número de Institutos en todo el mundo.
Desde 1984, se estableció el hermanamiento entre las ciudades de Río de Janeiro (Brasil) y Santa Cruz de Tenerife (España). Principalmente, debido a la popularidad y el reclamo turístico de sus carnavales, que aspiran a convertirse en Patrimonio cultural inmaterial de la Humanidad. Asimismo, en 2022, se promocionaron giras de artistas del flamenco a Brasil.

## Organizaciones multilaterales
Ambos países son miembros de pleno derecho de la ABINIA, la AICO, la BIPM, el CAF, la CEI, la CEPAL, el CERLALC, la COMJIB, la COPANT, la FELABAN, la Fundación EU-LAC, el IICA, el G20, la OEI, la OISS, la OIJ, la ONU y la SEGIB.

## Acuerdos bilaterales
En junio de 2011, el ministro de asuntos Exteriores de Brasil, Antonio Patriota, y su homóloga española, Trinidad Jiménez, firmaron un memorando de entendimiento para la cooperación triangular en terceros países, especialmente en América Latina y África.
En febrero de 2022, España y Brasil afianzaron sus relaciones con la creación de una Comisión bilateral. En marzo del mismo año, como consecuencia de la invasión rusa de Ucrania, tanto España como Portugal habilitaron temporalmente los requisitos específicos para la importación de maíz brasileño a la UE.
En abril de 2023, España y Brasil acordaron mejorar la coordinación de proyectos bilaterales de desarrollo tecnológico e innovación. En julio del mismo año, fuerzas militares especiales de ambos países se entrenaron juntas en la selva amazónica.

## Migración
Más de 15 millones de brasileños son de ascendencia española. En 2015, 133.000 ciudadanos españoles residían en Brasil, lo que la convierte en la cuarta comunidad de expatriados españoles más grande de América Latina. La comunidad brasileña en España se compone de más de 150 000 ciudadanos.

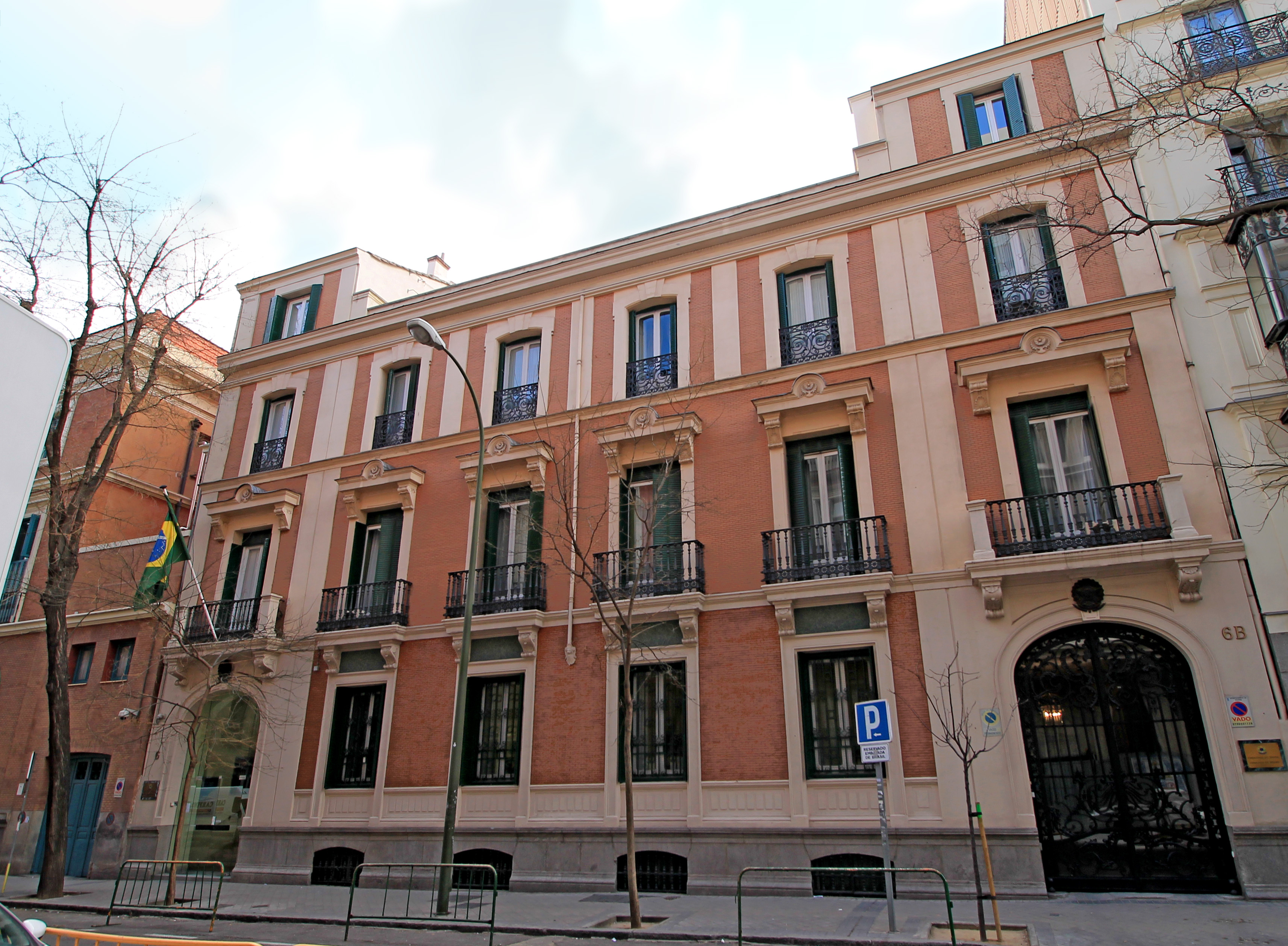
Embajada de Brasil en Madrid.

## Misiones diplomáticas residentes
- Brasil tiene una embajada en Madrid y un consulado-general en Barcelona.
- España tiene una embajada en Brasilia y consulados-generales en Porto Alegre, Río de Janeiro, Salvador de Bahía y São Paulo.